# دام ديوب
دام ديوب (بالفرنسية: Dame Diop) (15 فبراير 1993 في السنغال - ) هو لاعب كرة قدم سنغالي في مركز الهجوم. شارك مع منتخب السنغال لكرة القدم. أما مع النوادي، فقد لعب مع سلافيا براغ ونادي شيراك وMbour Petite-Côte FC ‏ ونادي خيمكي.

## روابط خارجية
- دام ديوب على موقع اتحاد تركيا (لاعب) (الإنجليزية)
- دام ديوب على موقع قاعدة بيانات كرة القدم.إي يو (الإنجليزية)
- دام ديوب على موقع ناشيونال فوتبول تيمز (الإنجليزية)
- دام ديوب على موقع Soccerway.com (الإنجليزية)